# Huangshanlong anhuiensis
Huangshanlong anhuiensis („ještěr z Chuang-šanu“) byl druh velkého dlouhokrkého sauropodního dinosaura z čeledi Mamenchisauridae, žijícího v období střední jury (asi před 170 miliony let) na území současné východní Číny (provincie An-chuej). Jeho délka mohla činit zhruba 18 metrů a hmotnost dosahovala asi 12 tun.

## Objev a popis
Fosilie tohoto dinosaura v podobě kostí přední končetiny (kat. ozn. AGB5818) byly objeveny náhodně při stavbě dálnice v roce 2002. Formálně byl typový druh H. anhuiensis popsán čtveřicí čínských paleontologů v roce 2014. V současnosti je tak Huangshanlong jedním ze tří rodů dinosaurů, popsaných dosud z provincie An-chuej (další jsou Wannanosaurus a Anhuilong).

## Příbuzenství
Nejbližším příbuzným tohoto rodu byl zřejmě rod Anhuilong a spolu s druhem Omeisaurus tianfuensis tvoří tyto taxony samostatný klad v rámci čeledi Mamenchisauridae.